# Conflit armé colombien
Pour un article plus général, voir Guerres civiles colombiennes.
Conflit armé colombien
Batailles
Années 1970

Anorí
Années 1980

Palais de justice
Années 1990
- Casa Verde
- Girasoles
- Las Delicias
- Quebrada El Billar
- Miraflores
- Mitú

Années 2000
- Berlín
- Reprise de la zone démilitarisée
- Alcatraz
- Jaque
- Fénix
- Dinastía

Années 2010
- Camaleón
- Sodoma
- Némésis
- Odiseo
- Combats de 2013 (processus de paix)

Le conflit armé colombien est un conflit interne en Colombie. On date son origine au milieu des années 1960 avec la création de différentes guérillas marxistes. À partir des années 1980, des groupes paramilitaires se constituent, se présentant comme une force de contre-insurrection opposée aux guérillas que l'État ne parvient pas à vaincre. Au cours des années 2000, les Autodéfenses unies de Colombie, principal groupe paramilitaire, sont officiellement désarmées après un accord de paix avec le gouvernement (remplacées par des « groupes émergents » moins puissants). Le conflit se poursuit à la fin des années 2000 entre les Forces armées révolutionnaires de Colombie (FARC) et l'ELN (marxiste), les cartels paramilitaires (BACRIM) et les forces gouvernementales.
Entre 1985 et 2018, le conflit a fait au moins 450 664 morts, 121 768 disparus et 7,7 millions de déplacés d'après la Commission de la vérité. Il constitue, selon le sous-secrétaire des Nations unies pour les questions humanitaires, « la plus grande catastrophe humanitaire de l’hémisphère occidental ».
Un accord de cessez-le-feu définitif (les FARC observaient déjà auparavant un cessez-le-feu unilatéral) est annoncé le 23 juin 2016 qui est déclaré comme étant « le dernier jour de guerre » entre les FARC et le gouvernement. L'accord de paix est finalement signé le 24 août et soumis à référendum. Le 26 septembre, le gouvernement colombien et les FARC paraphent l'accord de paix mettant fin au conflit armé qui les opposait.
Le référendum rejette de justesse l'accord, mais une nouvelle phase de négociation permet de modifier le projet, finalement adopté par le parlement. Le conflit se poursuit toutefois entre l'État colombien et des groupes armés divers : guérillas subsistantes (ELN, EPL), dissidents des FARC, groupes paramilitaires, les uns et les autres pouvant en outre être liés au narcotrafic.

## Historique

### Origines
L'actuel conflit armé colombien commence à l'issue de la période dite de La Violencia, au milieu des années 1960, avec la formation de deux groupes de guérilla marxistes : les Forces armées révolutionnaires de Colombie (FARC) et l'Armée de libération nationale (ELN). Le premier de ces groupes émerge comme branche militaire du Parti communiste colombien, à partir de groupes de guérilla issus de la République de Marquetalia et des autres zones d'autodéfense communistes constituées en particulier dans les départements du Tolima et du Meta. Les FARC sont essentiellement constituées de paysans, avec un fort encadrement du Parti communiste.
L'ELN est un groupe d'inspiration castriste qui se fonde à la même période dans le département de Santander, bénéficiant initialement du soutien des communistes au travers des syndicats des ouvriers du pétrole. Rapidement, des tensions se font jour entre les deux groupes : tandis que les castristes, selon la théorie foquiste, croient que la guérilla peut mener à la révolution même si toutes les conditions objectives n'en sont pas réunies, les communistes « orthodoxes » jugent que dans la situation de la Colombie de la fin des années 1960, la priorité doit être donnée à l'action de masse au travers du Parti communiste et des syndicats. L'ELN obtient une importante couverture médiatique grâce à des actions à fort impact comme le dynamitage d'un train dans le département de Santander, et à la personnalité de Camilo Torres, prêtre extrêmement populaire qui rejoint l'ELN et périt rapidement lors d'un affrontement avec une patrouille militaire.
En 1967, un troisième groupe de guérilla, l'Armée populaire de libération (EPL) émerge à partir d'une scission maoïste du Parti communiste colombien. Toutefois, ces groupes de guérilla ne connaissent pas d'importants succès et, au début des années 1970, sont réduits à quelques centaines d'hommes agissant dans des zones reculées du pays. L'ELN est durement touchée en 1973 au cours de l'opération Anorí, mais quelques dizaines de guérilleros échappent à l'encerclement de l'armée et continuent leur lutte armée.
Dès 1969, un règlement de l’armée ordonne « l’organisation militaire de la population civile dans le but de soutenir les opérations de combat (…) sous contrôle direct des unités militaires ». En 1976, le commandement de l'armée souligne que « si une guerre circonscrite et non conventionnelle entraîne trop de risques, les techniques paramilitaires sont une force sûre, utile et nécessaire aux objectifs politiques ». Des organisations paramilitaires telles que l’Alliance anticommuniste américaine (triple A) commencent alors à assassiner des militants de gauche.

### Années 1970-1980
Les années 1970 sont marquées par la reconstitution des structures des FARC et de l'ELN, qui parviennent à conserver leurs bases d'appui rurales, par l'émergence du Movimiento 19 de Abril (M-19). En 1982, le président  conservateur Belisario Betancur, constatant le peu de résultats des politiques de répressions observées par ses prédécesseurs, propose d'engager des négociations avec les guérillas. Longtemps dénoncés comme de simples bandits ou criminels, le caractère politique des motivations des guérilleros est reconnu et, pour la première fois, un gouvernement concède l'existence de « raisons objectives » au développement de la lutte armée colombienne. Les guérillas répondent favorablement à cette politique d'ouverture, et en 1985 les FARC constituent en association avec une fraction de l'ELN, le Parti communiste et d'autres acteurs politiques civils l'Union patriotique. Le M-19 convient également d'un cessez-le-feu avec le gouvernement.
Cette nouvelle stratégie du pouvoir colombien à l'adresse des guérillas est néanmoins loin d’emporter l'adhésion de tous. Les États-Unis qui, dirigés par Ronald Reagan, cherchent à appliquer en Amérique latine une politique intransigeante de contre-insurrection acceptent très mal l'idée de négociations. L'ambassadeur américain Lewis Tambs s'emploie ainsi à torpiller les négociations et forge durant cette période l'expression de « narco-guérilla ». Par ailleurs, de grands propriétaires terriens, alarmés par le discours introduit par les ex-guérilleros dans le débat politique national en matière de réforme agraire, entreprennent de renforcer des groupes paramilitaires privés qui constitueront ultérieurement les AUC. De plus, « les efforts pour chercher une solution non violente ou politique au conflit interne ont été perçus par le haut commandement militaire comme des avancées de la guérilla communiste vers le pouvoir. » Enfin, les puissants cartels de drogue du pays qui possédaient dans les années 1980 une influence considérable sur la classe politique colombienne grâce à l'effet de la corruption, et nourrissaient une relative inquiétude à voir émerger une nouvelle mouvance politique.
Dans ce contexte, l'Union patriotique fait rapidement l'objet d'une répression sanglante à laquelle prennent part cartels de drogue et paramilitaires, mais aussi certains secteurs de l'armée et de la police. Cette campagne d'assassinats se poursuit plusieurs années et laisse des milliers de militants tués, ainsi que la plupart des élus du parti et ses candidats aux élections présidentielles. De son côté, le M-19 dénonce des attaques de l'armée contre ses forces (dont notamment l'assassinat de l'un de ses dirigeants politiques) et l’inflexibilité du gouvernement sur les thématiques sociales abordées au cours des négociations. L'ensemble des guérillas reprennent progressivement la lutte armée.
À partir de cette époque, le conflit n'épargne plus les grands centres urbains : la prise du palais de justice de Bogota, les 5 et 6 novembre 1985, par le M-19, fait une centaine victimes dont 33 des 35 assaillants, 11 employés et civils et 48 militaires et une dizaine de disparations. La Coordination des guérillas Simón Bolívar est créée en 1987. Cette structure est un espace de travail commun entre l'ELN, l'EPL, le M-19, ainsi que des groupes de moindre importance : le PRT (maoïste) et le Movimiento Armado Quintín Lame, guérilla indigène du département du Cauca. Elle explose toutefois rapidement quand plusieurs guérillas (M-19, Quintín Lame et la majeure partie de l'EPL) déposent les armes et signent un accord de paix avec le gouvernement, qui aboutit à l'assemblée constituante de 1991 : à partir de cette date, les seules guérillas actives sont les FARC, l'ELN, et la frange de l'EPL qui a refusé de déposer les armes.

### 1990-2002
En décembre 1990, le siège du secrétariat des FARC à La Uribe est pris par l'armée, déclenchant en 1991 une contre-offensive des FARC sur tout le territoire colombien. Les dirigeants de FARC sont désormais contraints à la mobilité et les contacts avec le gouvernement sont rendus beaucoup plus difficiles. Les FARC se placeront désormais dans une stratégie militaire, au détriment du politique : cette orientation s'explique en particulier par l'affaiblissement du Parti communiste (décimé à la suite de l'expérience de l'Union Patriotique), et par la mort de Jacobo Arenas, principal idéologue du mouvement, en 1990. La conférence de 1993 des FARC réaffirme l'objectif de la conquête du pouvoir, et elle est suivie par une importante vague d'offensives des FARC entre 1993 et 1998, qui se traduit par la prise de plusieurs bases militaires et de villages, au cours d'opérations concentrant plusieurs centaines de guérilleros, la plus importante étant sans doute la prise de Mitú le 1er novembre 1998. Selon certains observateurs, le conflit colombien passe alors à la phase de guerre de mouvement, et les forces armées ne semblent plus en mesure de maîtriser les guérillas. L'action des FARC et de l'ELN passe également par des barrages routiers, des enlèvements et des sabotages (oléoducs, centrales hydroélectriques…).
Face à l'inefficacité de l'armée, le phénomène paramilitaire prend de l'ampleur et se structure. D'abord essentiellement présent autour du golfe d'Urabá, il se structure en 1994 au niveau régional par la constitution des Autodefensas campesinas de Córdoba y Urabá (ACCU), puis en 1997 par la constitution des Autodéfenses unies de Colombie (AUC), sous la direction de Carlos Castaño. Le président Samper autorise également la constitution de groupes citoyens d'autodéfense appelés Convivir (vivre ensemble), qui dans les faits servent de couverture aux paramilitaires. L'un des modes d'actions des paramilitaires est le massacre de civils dans des villages supposés favorables à la guérilla, comme le massacre de Mapiripán, en juillet 1997. Dans ce dernier cas, la complicité de l'armée a été reconnue par la justice colombienne et la Cour interaméricaine des Droits de l'Homme.

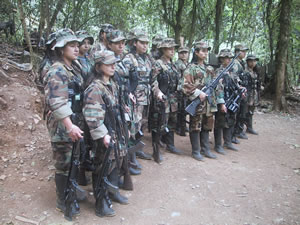
Unité féminine des FARC entre 1998 et 2002.

C'est dans ce contexte explosif que le président Andrés Pastrana décrète en 1998 la création d'une zone démilitarisée de 42 000 km2 dans les départements du Meta et du Guaviare pour y conduire des dialogues avec les FARC. Les dialogues tenus dans cette zone, occupée par les FARC de janvier 1999 à février 2002 aboutissent à des libérations unilatérales de prisonniers par les FARC (en 1998, les FARC détenaient plus de 500 militaires et policiers), mais ils ne permettent pas un règlement du conflit, et la zone démilitarisée est utilisée par les FARC pour recruter de nouveaux soldats, toucher les rançons des enlèvements et servir comme base arrière pour des opérations militaires. De son côté le gouvernement refuse de libérer ses prisonniers et négocie un projet de militarisation avec les États-Unis. La violence paramilitaire s’accroit : tandis qu’en 1999 on enregistrait 168 massacres, leur nombre atteignait 236 en 2000. En février 2002, le président Pastrana décrète la réoccupation de la zone démilitarisée. Les FARC comptent alors environ 17 000 hommes et disposent de milices urbaines dans certains quartiers de Bogotá, Cali et Medellín, et de groupes de guérilla dans le páramo de Sumapaz, aux portes de Bogotá.

### Mandats d'Álvaro Uribe: 2002-2010
Les deux mandats d'Álvaro Uribe sont marqués par une politique dite de sécurité démocratique : la priorité est donnée à la réponse militaire aux guérillas, avec pour objectif la rétablissement de la présence de l'État sur tout le territoire colombien. L'armée voit son budget, ses effectifs et sa capacité aérienne fortement renforcés (en particulier à la suite du Plan Colombie, qui se traduit par une importante aide militaire américaine à la Colombie). Le budget de la défense représente en 2008, 6,5 milliards de dollars soit 4 % du produit national brut. Les capacités opérationnelles de l'armée lui permettent de nouveau de résister aux FARC et de les faire reculer, aidées en cela par une forte offensive des AUC, jusqu'à leur démobilisation en 2006.

#### Plan Colombie
Les États-Unis mettent sur pied à partir de 2000 le Plan Colombie afin d'assister de façon plus significative qu'auparavant le gouvernement colombien face aux groupes rebelles et aux narcotrafiquants. Dans les quinze années qui suivent, près de 100 000 militaires colombiens vont être formés dans ce cadre et des dizaines d'hélicoptères d'attaque livrés à l'armée colombienne.
Les armées américaine et colombienne organisent des opérations conjointes, tandis que des entreprises de sécurité et des conseillers américains sont présents sur le sol colombien. Les États-Unis fournissent des systèmes de guidage installés sur les munitions de façon à atteindre les dirigeants des guérillas au moyen de « bombes intelligentes », et la National Security Agency (NSA) assiste les services de renseignement colombien pour les écoutes et l’espionnage. L’ambassade américaine à Bogotá demeure l’une des plus imposantes du monde.

#### Paramilitarisme pendant la sécurité démocratique
Au moins jusqu'en 2003, les forces paramilitaires des AUC jouent un rôle plus important que celui de l'armée dans la reconquête des territoires contrôlés par les guérillas. En effet, depuis leur formation en 1997, les AUC sont parvenues à expulser les FARC de nombreux territoires qu'elles contrôlaient, en particulier dans l'Urabá et le Magdalena Medio. Ces mêmes forces parviennent à expulser les milices urbaines des FARC des zones où elles sont influentes, comme l'« Arrondissement 13 » de Medellín. Cette avancée passe par une stratégie de terreur s'attaquant à la population civile soupçonnée de soutenir les guérillas, et en particulier par des massacres.
D'autre part, les paramilitaires, démobilisés entre 2003 et 2006 dans le cadre d'un processus de paix entre le gouvernement et les AUC (accord de Santa Fe de Ralito le 15 juin 2003) se sont partiellement remobilisés, au sein des Águilas Negras et d'autres groupes paramilitaires dits émergents, qui regroupent d'anciens cadres des AUC et des nouvelles recrues. Ces nouvelles structures appelées Bandes criminelles (Bacrim) par le gouvernement colombien, conservent en fait selon certains experts de nombreux traits du paramilitarisme, en particulier une structure de commandement de type militaire et la capacité à contrôler certains territoires, sur une échelle plus réduite que les AUC. Ces groupes auraient compté 4 000 membres en 2008, et plus de 6 000 en 2010, répartis en environ six structures différentes.

#### Guérillas face à la sécurité démocratique
Face à cette offensive, les guérillas ont été mises sur la défensive. Depuis 2003, les FARC n'avaient plus la capacité de prendre des bases militaires, ce qu'elles avaient fait à plusieurs reprises à la fin des années 1990, et leurs effectifs seraient passés de 17 000 hommes en 2002 à quelque 8 000 en 2010, tandis que l'ELN compte à cette date moins de 3 000 hommes. Au cours du seul mois de mars 2008, deux dirigeants importants des FARC sont tués au combat (Iván Ríos et Raúl Reyes), et leur fondateur Manuel Marulanda meurt de mort naturelle.
Si d'importants coups militaires ont pu être portés aux guérillas sous les deux mandats d'Álvaro Uribe, celles-ci sont toutefois loin d’être vaincues. Les FARC et l'ELN ont conservé une importante capacité d'action en se recentrant sur les tactiques de guérillas : petits groupes très mobiles, utilisation de mines antipersonnel et de francs-tireurs, parvenant ainsi à infliger des pertes à l'armée et à mettre partiellement en échec la politique de sécurité démocratique. Malgré la politique de fumigations au glyphosate associée au Plan Colombie, la production de cocaïne reste importante et fournit une source abondante de financement pour les paramilitaires et les guérillas (si ces dernières ne possèdent pas de chaîne logistique permettant l'exportation de cocaïne ou de laboratoires pour en produire, elles prélèvent néanmoins des impôts sur les cultures de coca et pourraient parfois servir d'intermédiaire entre paysans et narcos-trafiquants).

#### Limites de la sécurité démocratique
Les succès de la sécurité démocratique (succès contre les guérillas, processus de paix avec les paramilitaires) sont ternis par deux scandales majeurs. Le scandale de la parapolitique, révèle les liens entre une partie importante de la classe politique, dont de nombreux parlementaires favorables à la majorité présidentielle, et les paramilitaires. Le scandale des faux positifs, qui éclate fin 2008, désigne la pratique consistant, pour les forces militaires, à abattre des civils avant de les faire passer pour des guérilleros.
L'objectif de cette pratique est d'améliorer les statistiques (nombre de guérilleros tués), et donc d'obtenir des primes ou des permissions. Environ 10 000 civils ont été victimes de ce système d’exécutions extrajudiciaires. En 2010, alors que le mandat de Juan Manuel Santos débute, de nombreux analystes pensent que la politique de sécurité démocratique doit être repensée,.

## Mandats de Juan Manuel Santos (2010-...)

### 2010-2017: Vers un accord de paix entre le gouvernement et les FARC
Le début du mandat de Santos est marqué par une recrudescence de la violence. Les FARC lancent une série d'attaques, tuant plusieurs dizaines de policiers et militaires durant le mois de septembre,. Une contre-offensive est lancée par le pouvoir : le 19 septembre, 22 guérilleros sont tués lors du bombardement de 3 camps près de la frontière équatorienne, tuant du même coup Domingo Biojo, un des dirigeants politiques du 48e front des FARC. Le 23 septembre, un coup majeur est porté à l'organisation marxiste lors de l'Opération Sodome : Jorge Briceño Suárez, alias Mono Jojoy, chef militaire de l'organisation est tué ainsi qu'une vingtaine d'autres guérilleros, lors du bombardement de leur camp par l'armée colombienne. Le camp détruit, constitué d'un bunker, est décrit comme le « cœur » des FARC en Colombie. Les États-Unis saluent « une victoire importante pour la Colombie ».
Le 1er décembre 2010, selon le ministre de la Défense Rodrigo Rivera, 8 145 membres de groupes armés illégaux ont été tués ou arrêtés, tandis que 2 271 se sont volontairement démobilisés. Il a également déclaré que « Nous avons mis à la disposition de la justice 1 406 membres des FARC, 237 de l'ELN, 2 998 membres de groupes criminels et 3 051 criminels de droit commun » tandis que le think tank de gauche Nuevo Arco Iris déclare pour sa part que les FARC et l'ELN ont tué ou blessé 2 500 membres des forces de sécurité en 2010 et que les FARC disposent de 11 200 membres et non de 7 000. Le gouvernement considère début 2011 les FARC comme affaiblies et en repli. La priorité des forces de sécurité colombiennes est à cette date de lutter contre les bandes criminelles héritières du paramilitarisme, qui sont pour le général Oscar Naranjo, commandant en chef de la police, « la principale menace pour le pays ».
Le 27 août 2012, le président Santos confirme, après plusieurs jours de rumeurs, que le gouvernement colombien a entamé des entrevues avec les responsables de FARC pour aboutir à un dialogue de paix et terminer le conflit. Il rencontre à cet effet un « ferme soutien » de la part des Évêques de Colombie qui estiment que ce dialogue peut « conduire, avec l’aide de Dieu, à mettre un terme au conflit armé ». Le communiqué, du 28 août, de la Conférence épiscopale de Colombie, présidée par Rubén Salazar Gómez, archevêque de Bogota, invite les fidèles et tout le peuple de Colombie « à faire propre la cause de la paix, apportant, chacun selon sa condition, les éléments nécessaires à la construction d’un État de droit rendant possible la coexistence dans la justice, la solidarité et la fraternité ».
Les négociations ont officiellement commencé à Oslo en novembre 2012 mais se sont poursuivies essentiellement à La Havane. L'accord signé le 23 juin 2016 devant les responsables des Nations unies et divers chefs d’États américains indique que 300 militaires sous mandat de l’ONU et sous la direction du français Jean Arnault seront chargés de surveiller le respect du cessez-le-feu et la démilitarisation des 7000 combattants des FARC qui seront regroupés dans 23 « zones transitoires de normalisation », complétées de 8 autres secondaires, pour six mois maximum. Il s'agit également d'assurer la sécurité de ceux-ci face aux ex-paramilitaires et aux narco trafiquants, souvent liés les uns aux autres et restés très actifs dans le pays.
Les FARC rassemblent en septembre leur dixième et dernière conférence nationale, à laquelle ont assisté plus de deux-cents représentants des différentes unités de la guérilla, pour valider les accords conclus avec le gouvernement. Lors du référendum organisé le 2 octobre 2016, les Colombiens rejettent l'accord de paix avec 50,23 % des voix, pour une participation de 37,28 % de la population. À la suite de la victoire du « Non » au référendum, et après une nouvelle phase de négociations, le gouvernement et les FARC trouvent un nouvel accord modifiant largement le premier, finalement ratifié le 29 novembre par le Sénat et le 30 par la Chambre des Représentants. Fin juin 2017, la mission de l'ONU chargée de superviser l'application des accords de paix estiment que toutes les armes des FARC ont été rendues.

### Le conflit après le désarmement des FARC
Malgré le désarmement des FARC, de nombreux groupes de « saboteurs armés » restent toutefois actifs dans le pays, allant des guérilleros qui poursuivent leur lutte armée (ELN, EPL), à des dissidents des FARC et à des groupes comme le Clan du Golfe, organisation alliant des anciens paramilitaires, des réseaux criminels, des narcotrafiquants et des bandes armées locales, avec un nombre total de participants allant de 1 900 selon les autorités à 3 500 selon le FIP (Fondation idées pour paix), ainsi que les « bandes criminelles émergentes », plutôt appelées « groupes armés organisés » (GAO), bandes à effectifs plus réduits également issues en grande partie du paramilitarisme. La FIP a publié mi-2017 un rapport sur la question ; l'un des auteurs de ce rapport fait ressortir qu'aujourd'hui, sans les FARC, de nombreuses personnes ne ressentent pas de changement drastique dans certaines régions. Ces groupes armés, même avec des effectifs réduits, ont un impact humanitaire sur les populations qui devraient en théorie bénéficier de la signature de la paix.
En 2018, le nouveau président de la république Iván Duque déclare peu après son investiture n'être tenu par aucune obligation issue des accords signés par son prédécesseur et refuse de rendre opérante la Juridiction spéciale pour la paix, alors que les assassinats de représentants du mouvement social et d'anciens guérilleros augmentent. En deux ans, 613 « leaders sociaux » et 137 ex-guérilleros signataires de l’accord de paix ont été assassinés.
Les membres démobilisés des FARC subissent la pression des groupes paramilitaires — plusieurs centaines de démobilisés ont été assassinés — et des institutions de l’État, notamment la menace de se voir extradés vers les États-Unis pour des faits relevant du trafic de cocaïne. L’arrestation en 2018 de l'un des commandants emblématiques de la guérilla, Jesus Santrich, victime d'un montage judiciaire visant à l’inculper pour narcotrafic, suscita une vive inquiétude et fut à l’origine de la disparition de plusieurs cadres de la guérilla qui retournèrent dans la clandestinité. La Commission de vérité et de réconciliation confirmera en 2022 que Jesus Santrich et Iván Márquez ont fait l'objet d'un complot de la DEA et du procureur général colombien Néstor Humberto Martínez pour mettre en péril le processus de paix et inciter les FARC à reprendre les armes.
En août 2019, d’anciens commandants des FARC, dont Iván Márquez — le principal négociateur de la guérilla à La Havane —annoncent reprendre les armes, accusant le gouvernement de ne pas respecter les termes de l'accord. Dans son discours inaugural, marqué par une forte consonance écologique, le nouveau groupe déplore que des points clefs des accords de paix comme l’attribution de terres aux paysans démunis, la substitution volontaire des cultures illicites et une série de projets visant l’amélioration des conditions de vie dans les campagnes, aient été « perdus dans le labyrinthe de l’oubli ». Il appelle par ailleurs les guérilleros démobilisés à reprendre les armes, annonce sa coordination avec l'Armée de libération nationale (ELN), l'autre guérilla du pays, et affirme ne pas cibler les militaires mais « l’oligarchie » et les entreprises transnationales. En réaction, le président Duque annonce une offensive militaire et Timoleón Jiménez, l'ancien commandant en chef des FARC, condamne ce retour aux armes.
En 2018, les dissidences comptaient 1 200 membres. En 2021, elles en comptaient 5 200 selon un rapport de l’Institut d’études pour le développement et la paix (Indepaz). La majorité d'entre eux sont de nouvelles recrues n'ayant pas appartenu aux FARC.
L'élection de Gustavo Petro à la présidence en juin 2022 conduit à un nouveau processus de paix. Premier président issu de la gauche de l'histoire récente de la Colombie, Petro déclare souhaiter une « paix totale » et se déclare prêt à négocier tant avec les guérillas qu'avec les groupes narcotrafiquants issus du paramilitarisme. Il entend notamment démobiliser tous les groupes armés illégaux simultanément afin d'éviter que les anciens combattants remis à la vie civile ne soient exposés aux représailles de leurs anciens ennemis comme lors des processus de paix précédents. Les factions dissidentes des FARC y répondent favorablement et annoncent le 23 septembre le début d'un cessez-le-feu. Le Clan du Golfe et plusieurs autres groupes narcotrafiquants ont également manifesté leur intérêt pour ces négociations, de même que l'ELN. Le 16 janvier 2025, l'ELN mène une attaque dans la ville de municipalité de Catatumbo qui tue une trentaine de personnes (dont des anciens membres des FARC et d'une branche dissidente des FARC). Le lendemain, le président colombien Petro accuse l'ELN de crimes de guerre et suspend le dialogue avec l'ELN.
Le 8 mars 2025, deux hauts commandants de l'ELN se disent prêt à la confrontation face à toute action militaire de la part du gouvernement colombien qui est passé d'une politique de paix à une politique de guerre.
En avril 2025, au moins, quinze policiers et douze soldats colombien sont tués, lors d'attaques ciblées menées par le cartel du Clan du Golfe et d'autres groupes armés, en Colombie.

En juin 2025, Sept personnes sont tuées, dont deux policiers, et 36 autres blessées dans dix-neuf attentats à la bombe et fusillades perpétrés par des dissidents des FARC contre des postes de police, des bâtiments municipaux, et des civils à Cali, dans le Valle del Cauca.

## Conséquences
Le conflit armé génère des victimes militaires appartenant à la force publique ou aux différents acteurs armés, mais son évolution au cours des dernières décennies a créé en Colombie un contexte propice à toutes sortes de violations des Droits de l'homme et du droit international humanitaire (DIH), qui font que ce sont de plus en plus les civils qui ont supporté les conséquences du conflit. Ces phénomènes de violences dirigées contre les civils prennent des formes extrêmement graves (massacres, assassinats ciblés, disparitions forcées, prise d'otages etc.). Cette réalité, en partie ignorée ou masquée jusqu'alors, a été rendue incontournable par les confessions d'anciens chefs paramilitaires dans le cadre des « versions libres » prévues par la loi justice et paix. Les paramilitaires ne sont toutefois pas les seuls responsables des actions visant les civils (massacres et disparitions forcées en particulier), et l'État et les FARC utilisent également, dans une moindre mesure, ces modes d'action,.

### Pertes militaires
Les estimations du nombre de victimes de conflit varient fortement, avec des chiffres se situant autour de 50 000 victimes entre 1964 et 2002, ces chiffres n'incluant que les victimes directes d'affrontements entre différentes parties au conflit. Selon l'institut canadien Ploughshares, le conflit a fait entre 50 000 et 200 000 victimes entre 1964 et 2010, dont au moins 40 000 depuis 1990.
Selon les données du ministère de la défense colombien, de 2002 à juillet 2011, 16 853 membres des FARC et 3 493 membres de l'ELN se seraient démobilisés. Dans le même temps, 38 459 membres de groupes armés auraient été capturés par l'armée colombienne, et 14 209 tués. L'armée colombienne indique déplorer 5 244 tués sur la même période. Ces chiffres restent cependant à considérer avec prudence.

### Victimes civiles
Selon Amnesty International, « la grande majorité des 70 000 personnes tuées dans le cadre du conflit armé au cours des 20 dernières années sont des civils ». La majeure partie d'entre eux ont été victimes des forces paramilitaires, mais avec le désarmement partiel de ces groupes à partir de 2003, la part de l'armée et de la police n'a cessé d'augmenter (voir scandale des faux positifs). Le nombre des victimes civiles des paramilitaires est au contraire passé de 1 560 en 2002 à plus de 3000 en 2007. Les victimes sont pour la plupart des paysans ou des leaders communautaires présentés par les militaires et les paramilitaires comme des guérilleros tués au combat.
La Juridiction spéciale de paix établit en 2021 que plus de 6 400 civils ont été exécutés par l'armée entre 2002 et 2008.
Les groupes de guérilla sont également responsables d'homicide sur des civils, avec un nombre de victimes qui passe de 720 en 2002 à 260 en 2007. Parmi ces civils victimes des groupes guérilleros, on trouve des candidats aux élections (la plupart des 29 candidats aux élections locales et régionales de 2007), ainsi que des paysans ou des leaders syndicaux accusés de sympathiser avec le groupe de guérilla rival dans le cadre de la guerre entre les FARC et l'ELN dans le département d'Arauca.
Un rapport d'un centre de l'OTAN sur le terrorisme relève en 2011, selon les sources publiques, un total de 340 actes terroristes (7e rang mondial) faisant 448 tués, 634 blessés et 123 personnes enlevées.

### Déplacements forcés
Selon le Haut Commissariat des Nations unies pour les réfugiés, avec trois millions de personnes déplacées depuis 1950, la Colombie était en 2008 le pays au monde le plus touché par ce phénomène devant l'Irak et la République démocratique du Congo. Selon les chiffres officiels du gouvernement colombien, qui ne considère pas la Colombie comme le pays le plus touché par ce phénomène, le nombre de personnes déplacées entre 1950 et 2010 s'élève à 3 551 106, mais la tendance est à la baisse : alors que le nombre de personnes déplacées en 2007 s'élevait à 327 740, ce chiffre s'établissait à 161 222 en 2009. Selon l'ONG Codhes, qui chiffre à 3 700 000 le nombre de colombiens déplacés par le conflit, 380 000 de ces personnes demandent ou ont obtenu le statut de réfugiés dans 36 pays, l'Équateur étant la destination la plus commune (52 000 colombiens bénéficient en 2010 du statut de réfugié en Équateur). 70 % de ces réfugiés auraient été victimes de déplacements forcés par les paramilitaires, 21 % par l’armée et près de 10 % par les guérillas selon un rapport de l'ONG Coalición Colombiana contra la Tortura.
Selon les chiffres du CICR, la majorité des personnes déplacées (52 %) sont des mineurs. Les causes principales de ces déplacements forcés sont les recrutements forcés par les groupes armés illégaux (guérillas ou paramilitaires), les menaces de mort ainsi que les fumigations au glyphosate pratiqués à grande échelle. Dans de nombreux cas, des groupes illégaux, en particulier paramilitaires et narcotrafiquants, s'approprient les terrains laissés par les personnes déplacées : cette situation concerne plus de 5 millions d'hectares dans le pays,,. Concernant les femmes qui constituent la moitié de la population déplacée, une sur cinq a dû fuir des violences sexuelles.

### Droits des enfants
Dans un rapport publié en mai 2010, l'ONU intègre les FARC et l'ELN à une liste de 16 groupes armés (actifs en Afghanistan, Birmanie, Colombie, Congo, Philippines, etc.) contrevenant de manière persistante aux droits des enfants en temps de guerre. Les groupes rebelles colombiens sont accusés de continuer à recruter des personnes de moins de 18 ans dans leurs forces, au mépris des conventions internationales qui prohibent l'emploi d'enfants soldats. Selon le rapport, au moins 600 enfants ont ainsi été recrutés dans des groupes armés entre 2008 et 2009 (ce qui concernerait également les paramilitaires). L'engagement « volontaire » d'un mineur dans la guérilla peut toutefois être vu comme un engagement forcé par les conditions sociales et économiques : absence de perspectives économiques, risques pesant sur les mineurs auxquels ils pensent pouvoir se soustraire en rejoignant la guérilla. Si les recrutements de mineurs sont de moins en moins tolérés par la société colombienne, les dénonciations sont encore rares par rapport aux cas constatés,. Certains spécialistes posent néanmoins la question de la valeur de la notion d'enfance dans un pays où la loi permet le mariage des filles à partir de 12 ans et où la pauvreté se fait bien plus meurtrière que la guerre,.
Bien que les recrutements de mineurs par des factions du conflit concernent essentiellement ceux issus de communautés rurales, les enfants provenant des centres urbains ne sont pas pour autant épargnés par la violence. Des groupes paramilitaires, avec le concours des forces de police et de l'armée, ont régulièrement procédé à des opérations de « nettoyages social » contre des personnes jugées indésirables: sans-abri, toxicomanes, prostituées, mais aussi enfants des rues. « Il y a six mois les paramilitaires sont venus et ont mis le feu à une petite fille. Ils ont versé de l’essence sur elle et l’ont enflammée. » Lorsque leurs agresseurs ne peuvent pas les atteindre par balles ou au couteau alors ils déversent de l’essence dans les bouches d’égouts et y mettent le feu. 22 enfants sont ainsi morts brûlés vifs. Le harcèlement par la police, qui agit généralement le dimanche, est permanent et les pousse à se réfugier au plus profond des canalisations de la ville. « Ils viennent constamment ici, t’attrapent et t’emmènent au poste de police. Là ils te frappent dur et t’aspergent avec un puissant jet d’eau. Ils te disent que tu es bon pour le nettoyage social. Ils ne te disent pas quand mais quand c’est ton tour, c’est ton tour ». Pour la seule année 1993, au moins 2 190 enfants de la rue ont été assassinés, pour beaucoup par des agents de l’État,,.
Dans le département du Caqueta, au sud de la Colombie, mais peut-être ailleurs également, l'armée a eu recours à l'utilisation « d'enfants tueurs ». Des enfants des rues étaient enlevés par des policiers de la Brigade de protection des enfants, puis remis aux renseignements militaires, qui les dressaient à tuer au couteau. Ils étaient entraînés sur des clochards, avec lesquels ils devaient dormir dans une même pièce après l'assassinat. L'instruction achevée, ils étaient alors expédiés dans des territoires contrôlés par la guérilla et s’enrôlaient dans celle-ci avec pour mission d'éliminer les commandants dans leur sommeil.

### Violences sexuelles
Comme dans beaucoup de conflits, on déplore des actes de violences sexuelles de la part des belligérants sur la population civile. Selon une étude publiée en décembre 2010 par Intermon Oxfarm, 489 687 personnes, en grande majorité des femmes, auraient été victimes de ce type de violence dans 407 municipalités. Des éléments des groupes paramilitaires, de guérilla et de l'armée colombienne auraient violé entre 2001 et 2009 14 779 femmes. Les groupes armés auraient également forcé plus de 1 500 femmes  à se prostituer durant cette même période. Une étude réalisée par la Coalition colombienne contre la torture relève que les agents de l’État sont responsables de 66 % des viols, les paramilitaires de 32 % et les guérillas de 2 %.

### Massacres
- Massacre de San José de Apartadó : en février 2005, des hommes des AUC sous le commandement d'un nommé Melaza opèrent conjointement avec une brigade de l'armée colombienne dans cette «communauté de paix», qui déclarait refuser de s'impliquer dans le conflit, mais accusée par l'armée et les paramilitaires de permettre l'action des FARC. Au cours de ces opérations, qui durèrent trois jours, huit habitants de la Communauté sont tués, dont deux miliciens des FARC mais aussi des femmes et enfants, étranglés, égorgés, ou découpés à la machette. Les principaux responsables, le paramilitaire Melaza et Armando Gordillo, capitaine de l'armée, sont arrêtés en 2007 et admettent leur responsabilité dans ces faits, que l'armée avait d'abord essayé d'attribuer aux FARC[73].
- Massacre de Betoyes, en mai 2004. Quatre jeunes filles d'une communauté indigène sont violées et l'une d'elles, enceinte, tuée. Trois hommes sont également abattus au cours de cette action, entraînant la fuite de la population. Les auteurs du massacre arboraient des insignes des AUC mais auraient possiblement pu appartenir à l'armée colombienne[74].
- Massacre de Macayepo, le 14 octobre 2000. Le sénateur Álvaro García Romero (es) du Parti de la Colombie démocratique, un puissant propriétaire de terres qui siégeait depuis 40 ans, a été arrêté en 2007 dans le cadre du scandale de la parapolitique et condamné, en mars 2010, pour avoir apparemment commandité le massacre[75].
- Massacre de El Salado, du 16 au 19 février 2000, qui aurait fait plus de 100 victimes. Le massacre a été réalisé par 450 paramilitaires sous le commandement de Rodrigo Tovar Pupo, qui indique avoir agi sur ordre de Carlos Castano. Les victimes ont pour la plupart été torturées avant d’être mises à morts, et les femmes violées. De nombreux corps sont retrouvés décapités[76].
- Massacre de Mapiripán du 15 au 20 juillet 1997. Ce massacre aurait fait au minimum 39 victimes, tuées sur ordre du chef paramilitaire Salvatore Mancuso. Plusieurs militaires, dont un colonel et un général, ont été condamnés à la peine maximale de 40 années de prison ferme pour avoir participé directement au massacre, ou pour avoir permis aux paramilitaires d’accéder au village. Pour ces raisons, le 15 septembre 2005, la Cour interaméricaine des Droits de l'Homme a jugé l'État colombien responsable de ce massacre[77].

## Définition
Selon les définitions utilisées, basées sur le nombre de victimes, le degré de violence et les motivations des acteurs armés, ce conflit est qualifié par différents instituts ou groupes de réflexion de « guerre civile », de « conflit armé », de « conflit armé interne », de « guerre révolutionnaire », de « conflit civil idéologique », ou de « guerre ». Certains intellectuels et éditorialistes colombiens, dont l'ancien président Alfonso López Michelsen ont, à la fin des années 1990 adopté le terme de « guerre civile », s'appuyant en particulier sur l'intensité du conflit, tandis que d'autres comme Eduardo Pizarro Leongómez ou Daniel Pécaut jugent que l'emploi du terme de guerre civile est inadapté ou même dangereux. Eduardo Posada Carbó, auteur d'un essai sur le sujet, estime que l'affrontement entre les groupes armés illégaux et l'État ne se traduit pas en une polarisation de larges secteurs de la société sur des critères ethniques, politiques où religieux, et que la majeure partie de la population ne se reconnaît dans aucun des acteurs armés illégaux (guérillas ou paramilitaires), mais se sent représentée au moins en partie par les institutions de l'État. Il en conclut que le terme de « guerre civile » ne saurait s'appliquer au conflit colombien.
Sous les mandats d'Alvaro Uribe (de 2002 à 2010), la position officielle du gouvernement colombien a été qu'il n'existe pas en Colombie un conflit armé, mais plutôt une menace terroriste (ou narco-terroriste) contre laquelle la force publique doit lutter par tous les moyens. Un changement dans cette politique se produit au cours de la préparation sous le gouvernement de Juan Manuel Santos d'une nouvelle loi sur les victimes, qui devrait reconnaitre que la Colombie connaît un conflit armé. Selon Santos, « Cela fait longtemps qu'il y a [en Colombie] un conflit armé ». Selon Arturo Mujica, avocat de la Commission colombienne des juristes, cette modification du statut officiel de la situation que connaît la Colombie serait à même d'ouvrir la porte à la reconnaissance et à l'indemnisation non seulement des victimes des FARC et des autres groupes de guérilla, ce qui était déjà le cas, mais aussi à de possibles indemnisations pour les victimes de l'État et des paramilitaires. Cette possibilité déclenche une polémique entre les partisans de Juan Manuel Santos et ceux d'Álvaro Uribe, opposés à ce changement d'analyse sur la situation en Colombie. Álvaro Uribe, suivi par Juan Lozano (président du Parti social d'unité nationale) demande que si le terme « conflit armé » était retenu dans la loi sur les victimes, la même loi précise que les FARC comme des autres groupes combattants sont des groupes terroristes.

### Dégradation
Jusqu'aux années 1980, le conflit semble plus structuré que les guerres qu'avait connues la Colombie jusqu'alors, et la guérilla semble porteuse de projets politiques alternatifs et de tactiques nouvelles. Cette « phase de guérilla révolutionnaire » semble alors marquer une nouvelle étape, après les guerres civiles anarchiques du XIXe siècle et la violence généralisée qui frappe le pays pendant La Violencia.
Depuis le milieu des années 1980 et la généralisation du conflit, les analystes parlent au contraire d'une « dégradation », ou « dégénérescence », du conflit, la criminalisation des différents acteurs et l'importance croissante du trafic de drogue dénaturant le caractère politique de la confrontation. Durant cette période, le niveau de violence s’accroît fortement et le conflit touche de plus en plus les civils, devenant une « guerre de tous contre tous ». Les massacres deviennent un moyen d'action privilégié des différents acteurs armés. Certains des acteurs de conflit sont conscients de cette évolution et déclarent vouloir la combattre : selon Manuel Pérez Martínez, commandant en chef de l'ELN, « lorsqu'on parle d'humanisation de la guerre et que l'on reconnait que nous sommes en guerre civile, le problème n'est pas de savoir si elle va se terminer bientôt ou plus tard, mais de la développer par des voies qui permettent d'éviter un bain de sang pour la population civile… ». Au cours des années 1990 et 2000, la cruauté continue d'être utilisée comme un « mode d'accès au politique » par les FARC et les forces paramilitaires. Du fait des atrocités qu'elles ont commises, les forces paramilitaires ont pu forcer l'État à leur donner une reconnaissance politique par une négociation qui débouche en 2005 sur la loi Justice et paix, qui leur garantit d'importantes remises de peines s'ils se démobilisent et confessent leur crimes. Les FARC, pour leur part, refusent le Droit international humanitaire en utilisant la prise d'otages politiques en vue de disposer d'une « monnaie d'échange » pour pouvoir, le moment venu, redevenir un interlocuteur politique et être reconnu comme « force belligérante ». Dans les deux cas, selon Daniel Pécaut, la cruauté est donc « déterminée avant tout par des calculs éminemment rationnels ». Ces prises d'otages de militaires et de politiciens étant destinées à obtenir un « accord humanitaire » avec le pouvoir colombien concernant la libération des prisonniers des deux parties, et donc des guérilleros emprisonnés.

## Médiatisation et communication du conflit

### Médiatisation du conflit
Le débat existe en ce qui concerne la couverture médiatique du conflit armé colombien. Il se pose notamment entre journalisme, communication de guerre (ou de paix) et propagande. Certains journalistes colombiens défendent en effet une position de neutralité quand d’autres considèrent comme légitime de défendre les victimes civiles et encore d’autres affirment que seule la position de l’État et de ses forces armées doit être soutenue. Ainsi, en 1999, pour garantir cette position de neutralité, vingt-sept rédacteurs en chef et éditeurs de médias colombiens signent l'Accord pour la discrétion (Acuerdo por la discreción), s'engageant à couvrir les informations liées à la violence avec responsabilité, qualité, exactitude, véracité et équilibre. Plusieurs autres initiatives visant à garantir un journalisme éthique sont prises. Yeny Serano, Maîtresse de conférences au département d'information et communication de l'Université de Strasbourg, cite ainsi cinq documents rédigés par des journalistes colombiens dans les années 2003 à 2016, en plus de « l’Accord pour la discrétion », pour orienter leur pratique professionnelle pendant le conflit armé ou les négociations de paix. : le « Code d’éthique et de responsabilité des journalistes », le manuel de style du quotidien national El Tiempo; le manuel du quotidien régional El Colombiano, le « Code pour la couverture du conflit armé », le « Dictionnaire pour désarmer la parole ». Mais, même si la « vérité » de l’information est avancée comme un principe fondamental par certains médias colombiens, celle-ci devient, en contexte de conflit, une donnée stratégique pour les camps qui s’opposent. Ainsi, en 1997, l’État colombien a publié une loi « Informations sur les Infractions à l’ordre public » interdisant aux journalistes de la télévision colombienne de diffuser des communiqués ou des déclarations provenant ou attribués à des groupes de guérilla ou à leurs membres. La défense de la liberté d’expression et du droit à l’information se heurte donc à la logique de communication de guerre et aux contraintes médiatiques. Certains observateurs en viennent à penser qu’il vaut mieux chercher à communiquer sur le conflit auprès de l'opinion publique en termes de visions complexes plutôt que d’attentes faciles pour éviter d’osciller entre euphorie et désillusion qui ont jalonnées ce très long conflit. La couverture médiatique du conflit n’est pas favorisée par la situation de liberté de la presse dans le pays. Il faut rappeler ici que l’association non gouvernementale Reporters Sans Frontières classe la Colombie tout en bas du classement mondial de la liberté de la presse : 114ème sur 139 en 2002 (première année de création du classement) et 145ème sur 180 en 2022. Une position due à une situation politique qui favorise surtout la censure, l’autocensure et la désinformation.
Le journaliste Gregory Wilpert du Monde diplomatique estime qu'en se focalisant sur les crimes imputables aux FARC, les grands médias colombiens ont renvoyé une perception biaisée du conflit. Une étude de la chercheuse Alexandra García portant sur plus de cinq cents articles publiés dans les grands journaux entre 1998 et 2006 indique que dans la grande majorité des articles se référant à des violences commises par les organisations paramilitaires, il était seulement question d’« hommes armés » ou d’« hommes encagoulés », sans plus de précisions sur les auteurs. Au contraire, dans le cas de violences impliquant les guérillas, celles-ci étaient le plus souvent mentionnées explicitement. Les études d'opinion indiquent qu'une majorité de Colombiens considère les guérillas comme les principales responsables du conflit armé.

### Communication des belligérants
Les traces des premières communications des mouvements armés rebelles sont assez rares. On peut citer le travail de communication significatif de Camilo Torres Restrepo (1929-1966), prêtre révolutionnaire colombien, sociologue, militant de gauche et membre de la guérilla de l'Ejército de Liberación Nacional (ELN). Ce prêtre, extrêmement populaire, a multiplié les entrevues et les conférences. Pour lui, la révolution est un impératif chrétien. En tant que prêtre, il explique que la vie apostolique (moyen d'accéder à la vie surnaturelle) doit avoir des résultats visibles dans des manifestations de l'amour du prochain. L'amour du prochain pour Torres, c'est résoudre le problème de la misère matérielle. Il définit donc le problème social de la Colombie sous un angle chrétien. Les buts et moyens doivent être pour lui les plus efficaces tels ceux de la théorie marxiste, avec décision, sans timidité et avec la plus grande autorité : celle de l'engagement révolutionnaire. Dans ses Ecrits et Paroles, document encore consultable à la Bibliothèque Nationale de France, il conclut : « Rechercher la planification économique autoritaire dans les pays pauvres est en général un devoir pour le chrétien [...] Il est plus que probable que ce soit les marxistes qui en assument la direction. »
L’État (et ses forces armées), quant à lui, s’est toujours battu pour être considéré par les médias comme la seule partie légale du conflit. Par conséquent, les guérillas, ayant moins facilement accès aux journalistes ont dû trouver des canaux alternatifs de communication, notamment les conférences, les kidnappings et les médias numériques. En matière de conférences, selon le site web officiel des FARC, le mouvement a tenu 10 Conférences Nationales (Conferencia Nacional Guerrillera) depuis l’origine du conflit : en 1965, 1966, année inconnue, année inconnue, 1974, 1978, 1983, 1993, 2007, et 2016. Il s’agit d’un organe de décision et de communication dont les conclusions portent sur les activités politiques et militaires de la guérilla. La conférence de 2016 est historique puisqu’elle est convoquée pour ratifier l'accord issu du Processus de paix signé avec le gouvernement colombien à La Havane entre le gouvernement colombien et les FARC-EP, auquel la presse est invitée. C’est surtout le kidnapping qui est érigé en véritable mode de communication par les groupes armés, notamment le M-19, l’ELN et les FARC, pendant de nombreuses années. En 1999, La fondation Pais Libre, une organisation non gouvernementale colombienne qui surveille les enlèvements, a déclaré en avoir enregistré environ 8,3 par jour. La manière de nommer ces personnes enlevées porte en elle-même un enjeu de communication entre les principaux belligérants.  Alors que le gouvernement et les Forces Armées colombiennes ont recours au champ lexical de l’enlèvement et de la prise d’otage, les groupes armés révolutionnaires parlent de leur côté de « prisonnier de guerre », rappelant l’existence d’un conflit. L’enlèvement de la femme politique Franco-Colombienne Ingrid Bettencour par les FARC, avec ses 6 ans de rétention, de 2002 à 2008, a été certainement l’évènement de ce type le plus médiatisé. Il a fortement contribué à faire connaitre les FARC au grand public.

### Déclinaisons artistiques du conflit
Le conflit armé colombien a inspiré plusieurs artistes. Parmi ceux-ci, il faut citer Fernando Botero, qui a exposé en 2004 au Musée national de Colombie une série de cinquante dessins et peintures réalisés entre 1999 et 2004. Ces œuvres rompent avec les thèmes d'inspiration antérieurs de Botero, qui avait toujours privilégié des sujets plus légers. Ce tournant est justifié par la volonté de l'artiste de « laisser un témoignage » sur un moment irrationnel de l'histoire de Colombie : 

« J'ai peint la Colombie toute ma vie, les aspects agréables que j'ai connus pendant mon enfance et mon adolescence. Je ne ressens pas directement la violence puisque je vis hors du pays depuis longtemps, mais je la connais par la presse. La violence a commencé à être dans ma tête et un jour, j'ai senti que je devais peindre, déclarer l'horreur qui est la mienne face à ce panorama du pays. »

— Fernando Botero, (es) Botero retrata décadas de violencia en Colombia, El Pais, 4 mai 2004
Le chanteur Juanes a dédié plusieurs chansons au conflit armé colombien et au fléau que représentent les mines antipersonnel.
Au cinéma, on peut citer le film Golpe de estadio, de Sergio Cabrera, qui dépeint de façon burlesque les relations entre l'armée et la guérilla dans un village reculé pendant les phases qualificatives de la Coupe du monde de football de 1994. Le film Soñar no cuesta nada, Rêver ne coûte rien (2006), de Rodrigo Triana se fonde sur l'histoire réelle d'un groupe de soldats qui parviennent en 2003 à s'emparer d'une importante somme d'argent appartenant aux FARC. Se partageant la somme entre eux, ils finissent par être démasqués et jugés. D'autres œuvres audiovisuelles prennent le parti de montrer le conflit au travers du regard des enfants, comme le film Les couleurs de la montagne (2011, de Carlos César Arbeláez), qui au-delà de l'histoire de trois enfants qui veulent récupérer leur ballon de football envoyé sur un terrain miné, montre la vie d'un petit village de l'Antioquia dans le conflit. Le dessin animé Pequeñas voces (petites voix), sorti comme court-métrage en 2003 puis en 2010 comme long-métrage, est présenté cette même année au festival de Venise. Le conflit y est vu « au travers des yeux des enfants, d'une manière totalement neutre », selon Adela Manotas, la directrice artistique du projet. Les seules voix de la bande-son sont celles de quelques-uns des enfants déplacés en Colombie (un million selon l'UNICEF), l'objectif étant de « transmettre ce document sur le conflit depuis le monde qui leur appartient ».
Le conflit armé est également un thème récurrent dans l'art populaire de toutes les régions de la Colombie. Il se traduit par la récurrence dans les œuvres appartenant à ce courant de thèmes comme celui du drapeau (déchiré, ensanglanté), et celui du sang et de la mort, celui enfin des enfants comme victimes du conflit armé. Dans le cadre d'un programme soutenu par plusieurs ONG, les populations indigènes du nord du Cauca ont fait de la peinture une façon de soigner les blessures. La réalisation dans ce cadre de plusieurs peintures murales permet de maintenir la mémoire des tragédies (massacres, déplacements forcés) qu'a subies cette région entre 1999 et 2004.

## Implications des États-Unis
En 2022, la Commission pour la clarification de la vérité qui s'occupe des crimes ayant eu lieu entre 1958 et 2016, publie un important rapport sur les massacres ayant eu lieu durant ces années. Un document de 1988, produit par la CIA, rend compte des assassinats contre les "gauchistes et communistes présumés" par l'alliance d'un cartel de narcotrafiquants et d'une brigade de l'armée colombienne.

#### Sites web des belligérants
- Site du gouvernement colombien
- Site de la police colombienne
- Site des forces armées de Colombie
- Site des FARC-EP
- Site de l'ELN

#### Filmographie
- La Colombie, court métrage documentaire réalisé par Bruno Muel et Jean-Pierre Sergent, 1965.
- La insurgencia del siglo XXI, 2009.

- Colombie : la marche sans fin des FARC, France 24, 2010.
- Reportage: Colombie, les derniers jours des FARC France 24, 2016.
- Au cœur du pays des FARC, Radio-Canada, 2016.
- Le Dessous des cartes - Colombie : un pays révolté, Arte, 2022.
- Colombie : au cœur de la guérilla armée des FARC, Brut, 2022, reportage sur les dissidents des FARC.
- 2024 : Guérilla des Farc, l’avenir a une histoire, film documentaire de Pierre Carles.

#### Autres liens externes
- [PDF] L'action intégrale ou la récupération sociale du territoire en Colombie, Centre de doctrine d'emploi des forces, ministère de la Défense français
- [PDF] Situation in Colombia - Interim Report par la Cour pénale internationale.
- Laissez-nous vivre en paix ! Les civils, victimes du conflit armé en Colombie (html)-(pdf), Amnesty International, octobre 2008